# Rhipsalis trigona
Rhipsalis trigona és una espècie de planta que pertany al gènere Rhipsalis de la família de les cactàcies.

## Descripció
Rhipsalis trigona creix de forma epífita amb tiges penjants molt ramificades. Les úniques tiges ramificades acrotònicament tenen un creixement limitat. Són punxagudes triangulars amb costelles contínues. Les tiges estan una mica torçades, tenen un diàmetre de 8 a 10 mil·límetres i fan fins a 10 centímetres de llarg. Les arèoles de llana tenen sovint pèls.
Al costat de les tiges apareixen les flors de color blanc a lleugerament rosat i amb un diàmetre de fins a 2 centímetres. Els fruits són esfèrics i són de color vermell.

## Distribució
Rhipsalis trigona És comú als estats brasilers de São Paulo, Paraná i Santa Catarina.

## Taxonomia
Rhipsalis trigona va ser descrita per Ludwig Georg Karl Pfeiffer i publicat a Enumeratio Diagnostica Cactearum 133. 1837.
Etimologia
Rhipsalis : epítet grec que significa "cistelleria"
trigona: epítet llatí que significa "de tres angles, triangular".
Sinonímia
Lepismium trigonum (Pfeiff.) Backeb.